# Emel Şanlı-Kırçın
Emel Şanlı-Kırçın (* 7. Juli 1993 in İzmir) ist eine türkische Sprinterin und Hürdenläuferin, die sich auf die 400-Meter-Distanz spezialisiert hat.

## Sportliche Laufbahn
Erste internationale Erfahrungen sammelte Emel Şanlı-Kırçın im Jahr 2011, als sie bei den Junioreneuropameisterschaften in Tallinn im 400-Meter-Hürdenlauf mit 61,41 s im Halbfinale ausschied. Im Jahr darauf gewann sie bei den Balkan-Hallenmeisterschaften in Istanbul mit der türkischen 4-mal-400-Meter-Staffel in 3:41,47 min die Silbermedaille und schied anschließend bei den Juniorenweltmeisterschaften in Barcelona mit 58,82 s über im Halbfinale aus. 2013 wurde sie bei den U23-Europameisterschaften in Tampere im Vorlauf disqualifiziert und gewann kurz darauf bei den Balkan-Meisterschaften in Stara Sagora in 3:38,97 min die Bronzemedaille mit der Staffel. 2014 gewann sie bei den Balkan-Hallenmeisterschaften in Istanbul in 56,87 s die Bronzemedaille im 400-Meter-Lauf und daraufhin wurde sie bei den U23-Mittelmeermeisterschaften in Aubagne in 58,97 s Vierte über die Hürden. Bei den Balkan-Meisterschaften in Pitești gewann sie in 59,68 s die Bronzemedaille im Hürdenlauf und wurde mit der Staffel wegen eines Dopingverstoßes einer ihrer Mitstreiterinnen disqualifiziert. Im Jahr darauf wurde sie bei den Balkan-Hallenmeisterschaften in 55,73 s Zweite im B-Finale und anschließend schied sie bei den U23-Europameisterschaften in Tallinn im Hürdenlauf mit 59,89 s im Halbfinale aus. Daraufhin klassierte sie sich bei den Balkan-Meisterschaften in Pitești in 62,84 s auf dem fünften Platz und erreichte mit der 4-mal-100-Meter-Staffel in 47,19 s Rang vier. 2016 wurde sie dann bei den Balkan-Hallenmeisterschaften in 55,64 s Dritte im B-Finale und gewann mit der 4-mal-400-Meter-Staffel in 3:40,87 min die Silbermedaille. Anschließend gewann sie bei den Balkan-Meisterschaften in Pitești in 59,41 s die Bronzemedaille im Hürdenlauf und erreichte im Weitsprung mit 5,84 m Rang zehn, während sie mit der 4-mal-400-Meter-Staffel in 3:37,72 min die Bronzemedaille gewann. Kurz darauf startete sie mit der Staffel bei den Europameisterschaften in Amsterdam, verpasste dort aber mit 3:38,47 min den Finaleinzug.
2017 gewann sie bei den Balkan-Meisterschaften in Novi Pazar in 59,15 s die Bronzemedaille im Hürdenlauf und im Jahr darauf belegte sie bei den Balkan-Hallenmeisterschaften in Istanbul in 56,18 s den vierten Platz über 400 Meter und bei den Freiluftmeisterschaften in Stara Sagora sicherte sie sich in 59,33 s die Bronzemedaille im Hürdenlauf. 2019 belegte sie bei den Europaspielen in Minsk in 3:20,31 min den achten Platz in der gemischten 4-mal-400-Meter-Staffel und erreichte im 100-Meter-Hürdenlauf in 14,38 s Rang 21 und gewann daraufhin bei den Balkan-Meisterschaften in Prawez in 58,20 s die Bronzemedaille über 400 m Hürden. 2020 belegte sie dann bei den Balkan-Hallenmeisterschaften in Istanbul in 53,81 s den vierten Platz und siegte mit der 4-mal-400-Meter-Staffel in 3:45,23 min. 2021 wurde sie bei den Balkan-Hallenmeisterschaften ebendort mit 55,07 s Vierte über 400 Meter und gewann im Staffelbewerb in 3:41,25 min die Silbermedaille.
In den Jahren 2014 und 2015 sowie 2018 und 2020 wurde Şanlı-Kırçın türkische Meisterin im 400-Meter-Hürdenlauf. Zudem wurde sie 2014 und 2018 sowie 2020 und 2021 Hallenmeisterin über 400 Meter und 2015 und 2016 wurde sie auch Hallenmeisterin im 200-Meter-Lauf.

## Persönliche Bestleistungen
- 200 Meter: 24,89 s (+0,3 m/s), 17. Juni 2018 in Linz
  - 200 Meter (Halle): 24,66 s, 17. Januar 2021 in Istanbul
- 300 Meter: 39,93 s, 2. Juni 2012 in Istanbul
  - 300 Meter (Halle): 38,79 s, 24. Januar 2021 in Istanbul (türkischer Rekord)
- 400 Meter: 53,67 s, 24. Juli 2019 in Erzurum
  - 400 Meter (Halle): 53,81 s, 15. Februar 2020 in Istanbul
- 100 m Hürden: 14,18 s (−1,2 m/s), 31. Mai 2015 in Mersin
  - 60 m Hürden (Halle): 8,98 s, 16. Februar 2014 in Istanbul
- 400 m Hürden: 57,51 s, 20. August 2019 in Bursa
- Weitsprung: 6,07 m (−2,0 m/s), 12. Juni 2016 in Erzurum
  - Weitsprung (Halle): 5,91 m, 18. Januar 2015 in Istanbul